# بانیولو ملا
بانیولو ملا (به ایتالیایی: Bagnolo Mella) یک کومونه در ایتالیا است که در استان برشا واقع شده‌است.

## خصوصیات
بانیولو ملا ۳۱ کیلومترمربع مساحت و ۱۲٬۹۸۵ نفر جمعیت دارد و ۸۵ متر بالاتر از سطح دریا واقع شده‌است.

## خواهرخوانده
شهرهای Brie-Comte-Robert و اشتات‌برگن خواهرخوانده‌های بانیولو ملا هستند.